# مصر للطيران للصيانة والأعمال الفنية
مصر للطيران للصيانة والأعمال الفنية هي إحدى الشركات التابعة للشركة القابضة لمصر للطيران وكانت من ثمار القرار الخاص بتحويل الشركة الأم الي شركة قابضة وما يتبعها من شركات بهدف التطوير ورفع الأداء، وهي تقدم خدمة صيانة الطائرات لأكثر من 75 شركة طيران حول العالم.
تعتبر الشركة الذراع الاستراتيجي لمصر للطيران إذ أنها مسئولة عن عمليات الصيانة لأسطول شركة مصر للطيران بالكامل في المطارات المصرية وبعض المطارات الدولية خارج مصر, كما إنها إحدى الشركات الرائدة في مجال صيانة الطائرات لالتزامها بجميع معايير السلامة العالمية، بالإضافة إلى كونها مصدر معتمد لطائرات شركة إمبراير في أفريقيا والشرق الأوسط.
حصلت الشركة على شهادة الإيازا للجودة لتصبح بذلك من أكبر مراكز الصيانة بالشرق الأوسط التي تقدم خدمة صيانة الطائرات والوحدات المركبة.
وفي يوم التاسع عشر من نوفمبر لسنة 2008 تم خروج أول محرك من طراز CFM56-5C بشهادة مطابقة لمتطلبات وكالة سلامة الطيران الأوروبية بعد تعميره بالكامل وهو ما يعتبر نقطة فارقة في تاريخ ورشة عمرة المحركات وكذلك شركة مصر للطيران للصيانة والأعمال الفنية.